# المحل (الرجم)

تعديل مصدري - تعديل

المحل هي إحدى قرى عزلة بني الجلبي بمديرية الرجم التابعة لمحافظة المحويت، بلغ تعداد سكانها 122 نسمة حسب تعداد اليمن لعام 2004.